# Hugues le Despenser
Pour les articles homonymes, voir Hugues le Despenser (homonymie).
Hugues le Despenser (vers 1286 – 24 novembre 1326), dit « le Jeune », 1er baron le Despenser, est un noble et courtisan anglais, favori du roi d'Angleterre Édouard II. Fils du baron Hugues le Despenser l'Aîné, Hugues le Jeune est issu d'une famille de la petite noblesse. Toutefois, son mariage en 1306 avec Éléonore de Clare, petite-fille du roi Édouard Ier, lui permet d'acquérir plusieurs propriétés au nom de son épouse. La mort de son puissant beau-frère Gilbert de Clare en 1314 conduit à la division de son héritage. Hugues reçoit finalement en 1317 les domaines de Clare situés dans le Glamorgan et est propulsé à la tête d'une des plus importantes seigneuries dans les Marches galloises. En 1318, Hugues devient le nouveau Lord chambellan d'Édouard II, ce qui lui assure une place prépondérante au sein de la cour royale. Il devient peu à peu le nouveau favori du roi et cherche à étendre son influence dans les Marches. Hugues s'empare ainsi illégalement de plusieurs possessions en étant soutenu par le roi dans les litiges l'opposant à ses voisins.
Furieux, les autres barons entrent en rébellion en 1321. Édouard est contraint d'exiler son favori mais rallie ses soutiens et écrase l'opposition baronniale en 1322, ce qui permet à Hugues de revenir en Angleterre. La guerre des Despenser assure ainsi la décapitation de l'opposition des barons et la mise au pas du clergé et de la noblesse. Les années qui suivent voient l'apogée de la puissance de Despenser. L'avidité du favori n'a désormais plus aucune limite. Hugues gagne néanmoins l'inimitié de la reine Isabelle, épouse d'Édouard. En 1325, Isabelle se rend en France sous le prétexte d'une ambassade mais en profite pour y rallier les opposants à Despenser exilés. Rassemblant quelques troupes, la reine débarque en Angleterre en 1326. Le roi et Despenser tentent de lever une armée pour écraser les rebelles mais n'ont finalement d'autre choix que la fuite. Ils sont rattrapés et la reine Isabelle ordonne l'exécution du favori. La haine que lui vouent les barons et le peuple du royaume conduit Hugues à subir un châtiment particulièrement cruel : il est exécuté sous la forme hanged, drawn and quartered.

## Biographie

### Origines et mariage
Hugues le Despenser est le fils aîné de Hugues le Despenser l'Aîné et de son épouse Isabelle de Beauchamp, fille de Guillaume de Beauchamp. Son grand-père paternel, le premier baron le Despenser (en) est tué à la bataille d'Evesham en 1265, où il combat aux côtés des rebelles. Isabelle et Hugues l'Aîné se marient vers 1285, ce dernier retrouvant en 1281 les possessions paternelles et le titre de baron le Despenser en 1295 au cours d'une session du Parlement.
Le 22 mai 1306, Hugues est adoubé par le prince de Galles Édouard de Caernarfon au cours de la Fête des cygnes. La même année, il épouse Éléonore de Clare, une des petites-filles du roi d'Angleterre Édouard Ier : ce mariage résulte sans doute d'une compensation du roi Édouard envers Hugues l'Aîné pour les dettes que le souverain a contractées envers lui. Despenser le Jeune est alors un jeune noble sans grande fortune : il ne peut seulement qu'espérer recevoir un jour l'héritage de son beau-frère Gilbert de Clare, 8e comte de Gloucester et 7e comte de Hertford. Le 14 mai 1309, Hugues reçoit de la part du nouveau roi Édouard II, l'oncle de son épouse, les terres de Sutton dans le Norfolk, qui appartenaient auparavant à l'ordre du Temple, ainsi qu'un revenu annuel de 200 £. L'année suivante, Hugues l'Aîné donne à son fils d'autres domaines dans le Cambridgeshire, le Suffolk et l'Essex, qui proviennent de l'héritage d'Aline Basset, grand-mère de Hugues le Jeune. À l'été 1313, après la mort du favori royal Piers Gaveston, Despenser accompagne Édouard II lors de son voyage diplomatique en France. La même année, Hugues le Jeune est nommé gardien de William Huntingfield, encore mineur, ce qui lui attire l'inimitié de Thomas Plantagenêt, 2e comte de Lancastre, qui convoitait lui aussi la garde du jeune William.

### L'héritage de Clare

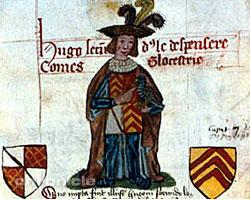
Hugues le Despenser, représenté en tant que comte de Gloucester, titre qu'il revendique au nom de son épouse.

Gilbert de Clare est tué en 1314 à la bataille de Bannockburn : Éléonore est avec ses deux sœurs l'héritière des domaines de la famille de Clare. Toutefois, Maud de Burgh, la veuve de Gilbert, prétend être enceinte, ce qui retarde la décision concernant l'héritage. Lorsque Hugues le Jeune comprend que sa belle-sœur n'est pas enceinte, il s'empare en mai 1315 de Tonbridge, un bien appartenant aux de Clare, jusque-là administré par l'archevêque de Cantorbéry Walter Reynolds. Despenser est contraint dès le mois suivant de rétrocéder le territoire à l'archevêque Tonbridge, mais cet épisode permet d'illustrer la cupidité et la violence dont il sait faire preuve.
La division du patrimoine de la famille de Clare est retardée en 1316 à cause de la rébellion de Llywelyn Bren dans le Glamorgan, terre appartenant au patrimoine familial. Afin de procéder correctement à la division des terres, Hugues s'empresse de rechercher des époux de rang important pour ses deux belles-sœurs, qui sont déjà veuves. Despenser choisit finalement Roger Damory et Hugh Audley, deux courtisans alors en faveur auprès d'Édouard II. Damory épouse Élisabeth de Clare, tandis que Audley est marié à Marguerite de Clare, veuve de Gaveston. Despenser devient un grand magnat lorsqu'il perçoit enfin en novembre 1317 le tiers de l'héritage de Clare : ses rentes annuelles s'élèvent à environ 1500 £. Il est désormais seigneur du Glamorgan, ce qui lui permet d'avoir des privilèges aussi importants que les barons des Marches galloises. Hugues parvient à obtenir du roi l'extradition de Llywelyn Bren, jusque-là emprisonné à la tour de Londres, et le fait exécuter en 1318 sans procès. Il confisque en outre les terres de Llywelyn. Entretemps, Despenser commence à étendre ses possessions dans le sud du pays de Galles et ce, au détriment de ses voisins. Avant que Hugh Audley ne puisse officiellement prendre possession de Gwynllwg, Hugues le Jeune s'assure de la loyauté des futurs vassaux de son beau-frère. Le roi confirme finalement le Gwynllwg à Hugues, tandis que Audley doit se contenter de fiefs plus modestes en Angleterre. Un autre conflit surgit au même moment près du château de Dryslwyn, qu'il vient de recevoir : une dispute frontalière éclate avec son voisin John Giffard.

### Ascension à la cour du roi et exil
Despenser est nommé chambellan du roi par le Parlement en octobre 1318. Rapidement, Hugues s'attire les faveurs d'Édouard II, au détriment de Damory et d'Audley. La préférence accordée à Despenser rappelle aux contemporains les honneurs dont bénéficiait Gaveston, exécuté en 1312 par l'opposition baronniale conduite par le comte de Lancastre. De son poste, Despenser a un accès direct au roi, dont il rend difficile l'accès aux autres barons et même à la reine Isabelle. Celle-ci semble avoir immédiatement détesté le nouveau favori du roi. Édouard II s'appuie énormément sur les Despenser pour leurs conseils et est particulièrement proche de Hugues le Jeune, dont la relation est ainsi rapportée par un chroniqueur : « Il l'aimait chèrement de tout son cœur et de toute son âme. » Peu de preuves permettent d'affirmer que Despenser et le roi ont engagé ensemble des relations sexuelles. Il est plus sage de supposer qu'ils avaient tous deux une relation de confiance très étroite. Le chroniqueur Jean Froissart affirme toutefois que Despenser était un « sodomite ». Selon Froissart, le pénis de Despenser aurait été tranché et jeté au feu au cours de son exécution en 1326, comme punition de ses mœurs dissolues. Au même moment, l'évêque Adam Orleton aurait dénoncé publiquement la fuite du roi avec son « sodomite ». Les annales de l'abbaye de Newenham contiennent un passage dans lequel il est écrit que « le roi et son époux se sont enfuis au pays de Galles ».
Les tensions entre le roi et ses barons, jamais éteintes depuis son avènement, s'exacerbent à la suite de l'échec de la campagne militaire contre l'Écosse en 1319 et de la convoitise de terres de la part de Despenser dans les Marches galloises. En 1320, la situation politique anglaise recommence à être dangereusement instable. Édouard II transgresse la loi en faveur de Despenser le Jeune : lorsque le seigneur de Gower Guillaume VII de Briouze vend son titre à son gendre John de Mowbray, procédure parfaitement légale dans les Marches, Despenser demande au roi de lui céder Gower en lieu et place du bénéficiaire. Contre le droit et la loi, Édouard confisque Gower qu'il offre à son favori, déclenchant immédiatement la fureur de la plupart des barons. En réaction les barons des Marches s'allient contre Despenser : à leur tête se trouvent Roger Mortimer, 3e baron Mortimer de Wigmore, Humphrey de Bohun, 4e comte de Hereford, Maurice de Berkeley, 2e baron Berkeley, et Hugh Audley. Les barons des Marches se soulèvent en mai 1321 et pillent les possessions de Despenser : face à leur succès grandissant, le comte de Lancastre se joint à eux et marche vers Londres. Au Parlement, les barons rebelles lancent plusieurs accusations contre Despenser le Jeune et son père : discrédit de l'autorité royale, isolement du roi, nomination de fonctionnaires corrompus et détournement de biens du Temple. Despenser le Jeune est par ailleurs accusé de l'assassinat illégal de Llywelyn Bren. Le comte de Pembroke Aymar de Valence, qui fait figure de baron modéré, conseille au roi de céder aux exigences des barons : le 14 août 1321, le roi proclame le bannissement des Despenser. Les rebelles sont pardonnés dès le 20 août pour leur soulèvement.

### Rappel en Angleterre et apogée: le «règne des Despenser»
Pendant que son père trouve refuge en Gascogne, Hugues le Jeune se reconvertit dans la piraterie. Grâce à la médiation du roi, les Cinq-Ports ont mis des navires à sa disposition. Dans la Manche, Despenser s'attaque à des navires marchands génois, dont il fait assassiner les équipages et piller les cargaisons. Il attaque également le port de Southampton. Édouard contacte secrètement son favori et prépare une campagne militaire contre les barons rebelles, qu'il parvient à dresser les uns contre les autres. Le 1er décembre 1321, une réunion de prélats convoquée sur ordre du roi déclare la sentence des Despenser illégale et permet à Édouard d'abolir leur bannissement. Le roi organise méthodiquement l'écrasement des barons rebelles : il reprend le contrôle des Marches galloises en janvier 1322, puis tourne son attention vers le nord, où s'est retranché le comte de Lancastre. Rejoint à Lichfield le 2 mars par les Despenser, Édouard anéantit l'armée rebelle le 16 au cours de la bataille de Boroughbridge. Le comte de Hereford est tué au combat, tandis que d'autres chefs, au premier rang desquels se trouve Lancastre, sont capturés et sommairement exécutés.
Après avoir vaincu l'opposition des barons, le pouvoir et la richesse de Despenser atteignent leur apogée. Hugues l'Aîné est élevé au rang de comte de Winchester. Avec son fils, ils contrôlent tous deux la cour royale ; leurs possessions dans toute l'Angleterre sont presque illimitées. Despenser le Jeune crée un réseau de fidèles, qui servent dans l'administration royale, lui donnant ainsi une énorme influence sur le gouvernement. L'opposition est abattue : les terres des rebelles sont confisquées et données soit aux Despenser, soit à leurs disciples. Ayant la faveur du roi et une législation corrompue à son service, Despenser étend son domaine d'influence par tous les moyens : Alice de Lacy, veuve de Lancastre, est contrainte de lui céder ses biens ; Marie de Châtillon-Saint-Pol, veuve du fidèle comte de Pembroke en 1324, subit des pressions de la part des Despenser ; Élisabeth de Clare, veuve de Roger Damory, se voit obligée en 1322 d'échanger sa propriété d'Usk contre celle de Gower ; Guillaume de Briouze est prié de demander à Élisabeth de Clare la rétrocession de Gower qui, une fois retournée à son véritable propriétaire, est saisie par Despenser l'Aîné qui la rend à son fils. En outre, Despenser acquiert Chepstow, Abergavenny, Cilgerran, ainsi que tout le Pembrokeshire : ces domaines personnels s'étendent au sud du pays de Galles de la Wye à la Teifi. Ainsi, le revenu annuel de Despenser s'élève en 1326 à 7,000 £. Despenser s'emploie avec sa richesse à étendre le château de Caerphilly et à décorer l'abbaye de Tewkesbury, où sont enterrés ses ancêtres. Dans l'abbaye de Tewkesbury sont réalisés des vitraux, achevés par sa veuve et son fils : ils représentent Despenser entre Robert FitzHamon et Gilbert de Clare, 5e comte de Gloucester et 4e comte de Hertford, tous deux seigneurs du Gloucestershire avant lui. Despenser est également représenté comme arrivant au Paradis dans les vitraux du chœur.

### Chute du pouvoir

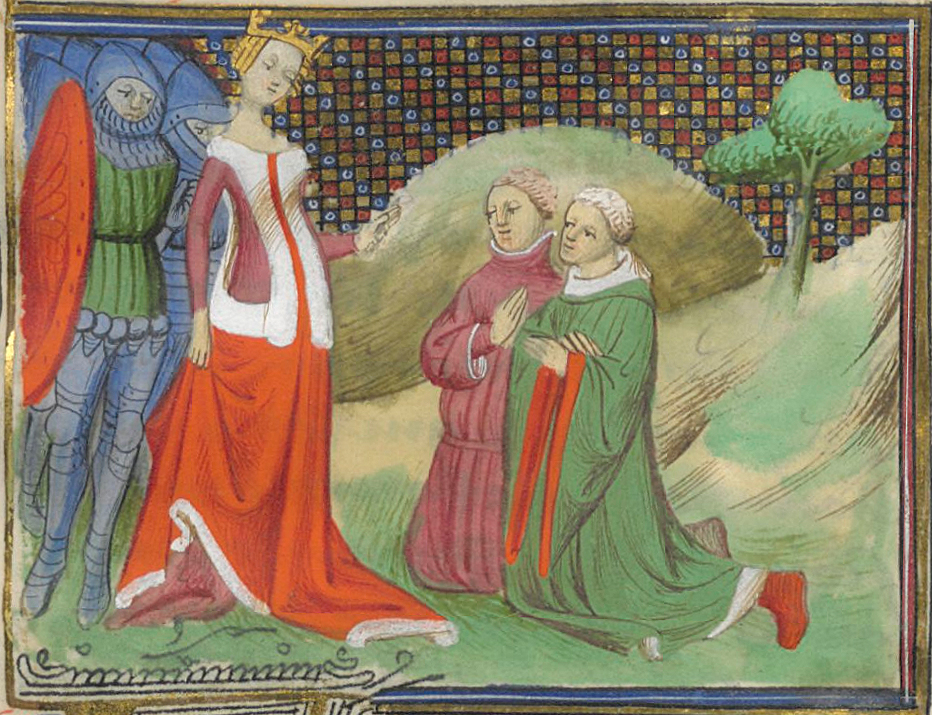
Le comte d'Arundel et Despenser le Jeune sont amenés prisonniers devant la reine Isabelle avant qu'elle ne les fasse exécuter.

Les échecs du roi dans les conflits en Gascogne et en Écosse provoquent à nouveau le mécontentement des barons et du peuple vis-à-vis de la politique des Despenser. La guerre de Saint-Sardos en Gascogne en 1324, qui n'est en soi qu'une défaite anglaise insignifiante, va avoir des conséquences catastrophiques pour le roi et ses favoris. Le roi refuse de quitter l'Angleterre pour aller négocier la paix en France et envoie à sa place son épouse Isabelle, la sœur de Charles IV le Bel, où elle arrive en mars 1325. La reine parvient à négocier un traité, qui requiert que Édouard vienne en France rendre l'hommage pour la Gascogne. Le roi refuse cette condition mais autorise son fils aîné Édouard de Windsor à accomplir cette cérémonie en son nom : il envoie donc son héritier auprès de sa femme. Une fois l'hommage accompli auprès de Charles IV, ni la reine, ni le prince ne retournent en Angleterre. En janvier 1326, Isabelle écrit une lettre à l'évêque Jean de Stratford, dans laquelle elle lui affirme qu'elle ne rentrera pas en Angleterre tant que les Despenser ne seront pas exilés. Despenser sent que l'opposition à son autorité ne cesse de croître. Il décide de s'en remettre au pape Jean XXII, notamment à cause d'une conspiration contre sa personne menée par le sorcier Jean de Nottingham. En mai 1326, deux légats du pape accostent en Angleterre et délivrent à Despenser deux lettres. Dans la première, Despenser est prié de favoriser la réconciliation entre le roi et la reine. Dans la seconde, il lui est demandé de cesser d'abuser de la faiblesse du peuple d'Angleterre. Mis au courant de ces lettres, Édouard II fait arrêter les deux légats puis les fait expulser d'Angleterre.
Le roi et son favori se mettent désormais à craindre une invasion du royaume. Le comte de Norfolk Thomas de Brotherton, frère du roi, est chargé de surveiller la côte mais il rejoint les rangs des rebelles lorsque Isabelle débarque en septembre 1326 avec son amant Roger Mortimer de Wigmore et une petite armée de mercenaires. Dans tout le royaume, les villes s'insurgent contre les partisans des Despenser et acclament l'arrivée de la reine. Le régime d'Édouard commence à s'effondrer. Le 2 octobre, Édouard et ses favoris quittent Londres et s'enfuient en toute hâte vers l'ouest. Ils atteignent le pays de Galles, où ils espèrent recueillir le soutien des seigneurs gallois qui avaient combattu pour eux en 1322. Le roi et Despenser le Jeune se trouvent à Cardiff le 26 octobre. Le même jour, les troupes des rebelles s'emparent de Bristol, capturent Despenser l'Aîné et l'exécutent. En apprenant cela, Édouard et Hugues quittent Cardiff, restent quelques jours à Caerphilly — dont ils laissent la garde au fils aîné de Hugues le Jeune — et s'enfuient vers Neath. Ils sont interceptés le 16 novembre à Llantrisant par Henri de Lancastre et Rhys ap Howel.

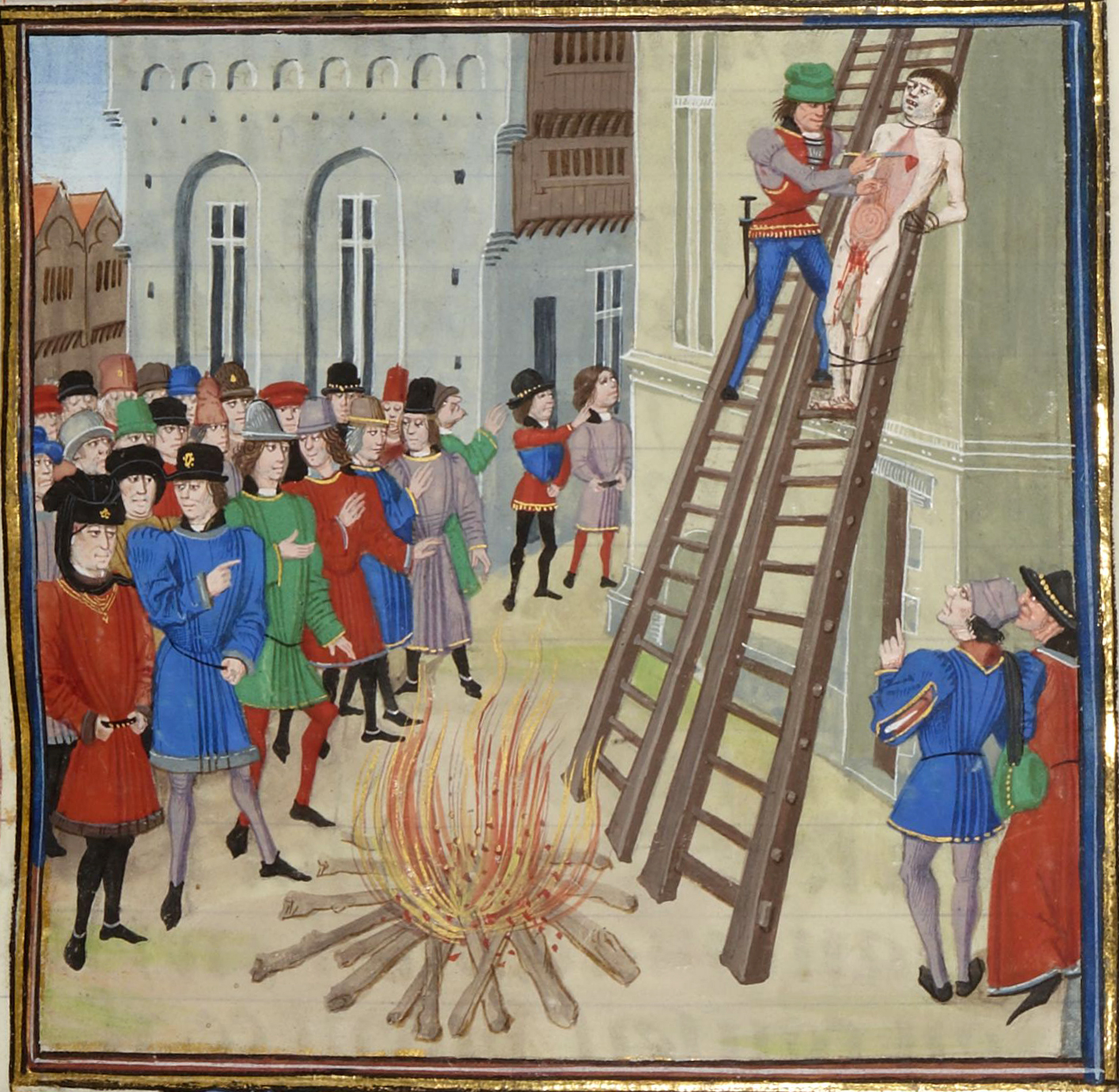
Le supplice de Hugues le Despenser à Hereford. Manuscrit de Froissart.

### Exécution

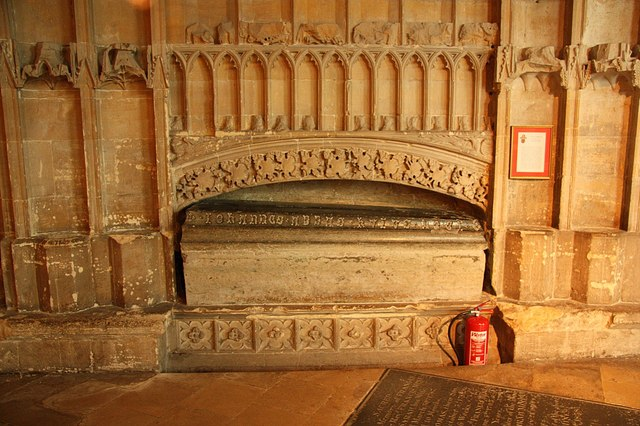
La tombe de Hugues le Despenser à Tewkesbury.

Despenser est amené à Hereford. Après avoir tenté de se laisser mourir de faim en prison, Despenser est jugé par les barons du royaume le 24 novembre. Il est reconnu coupable de haute trahison et condamné à être hanged, drawn and quartered. Il est supplicié en public. Despenser est amené sur une claie sur le lieu de son exécution, puis pendu. Détaché avant de succomber à l'asphyxie, il est éviscéré avant d'être finalement décapité. Sa tête est exposée à Londres quelque temps après l'exécution, et son corps, découpé en quatre parties, est envoyé à Bristol, Douvres, York et Newcastle upon Tyne. Son vassal Simon de Reading est également pendu à ses côtés, accusé d'insultes envers la reine Isabelle.
Ce n'est qu'en décembre 1330 que la veuve de Hugues reçoit la permission du roi Édouard III de recueillir les restes de son époux et de les enterrer à l'abbaye de Tewkesbury, bien qu'elle ne recueille que le crâne, un fémur et quelques vertèbres. En 2008, l'universitaire de Reading Mary Lewis trouve dans les ruines de l'abbaye de Hulton une tombe avec un squelette incomplet. Elle spécule que ce squelette est celui de Hugues le Despenser. Les os présentent des traces de décapitation. Le crâne et certains os ne se trouvent pas aux côtés du corps. La datation par le carbone 14 permet d'affirmer que ce cadavre a été enterré entre 1050 et 1385 et que le défunt avait au moins 34 ans à sa mort,.

## Mariage et descendance
De son mariage avec Éléonore de Clare, Hugues le Despenser a eu au moins dix enfants :
- Hugues le Despenser (1308 ou 1309 – 8 février 1349), 1er baron le Despenser (en), épouse Elizabeth Montagu ;
- Édouard le Despenser (octobre 1310 – 30 septembre 1342), épouse Anne Ferrers ;
- Isabelle le Despenser (vers 1312 – après 1356), épouse Richard FitzAlan, 3e comte d'Arundel ;
- Jeanne le Despenser (vers 1314 – 15 novembre 1384), nonne à l'abbaye de Shaftesbury ;
- Gilbert le Despenser (vers 1316 – 22 ou 23 avril 1382), épouse Ela Calveley ;
- John le Despenser (vers 1317 – avant le 10 juin 1366) ;
- Éléonore le Despenser (vers  1319 – avant le 15 février 1351), nonne à Sempringham ;
- Fils mort-né (avant le 13 janvier 1321 – avant le 13 janvier 1321) ;
- Margaret le Despenser (juillet ou août 1323 – 1337), nonne à Watton ;
- Élisabeth le Despenser (décembre 1325 – 13 juillet 1389), épouse Maurice de Berkeley, 4e baron Berkeley.

## Postérité
Il n'existe aucune étude biographique de Hugues le Despenser, bien que The Tyranny and Fall of Edward II: 1321–1326 de l'historienne Natalie Fryde étudie la partie du règne d'Édouard où le pouvoir des Despenser atteint son acmé. Fryde porte une attention particulière aux propriétés des Despenser acquises de manière illégale. Les nombreuses accusations portées contre Despenser le Jeune en 1326 n'ont jamais fait l'objet par la suite d'une étude critique, bien que l'historien Roy Martin Haines les qualifie d'« ingénues » et remarque qu'elles s'inscrivent dans une campagne de propagande en faveur de la reine Isabelle. En 2006, Despenser est choisi par la revue BBC History pour occuper la place du pire personnage anglais du XIVe siècle. Sur le portrait qu'il est fait de lui sur un vitrail du château de Cardiff, ses armoiries sont présentées à l'envers, ce qui est un signe de disgrâce perpétuelle.
Malgré le rôle crucial et désastreux qu'il a joué à la fin du règne d'Édouard II, Despenser n'apparait que comme un personnage mineur dans la pièce Édouard II de Christopher Marlowe : désigné sous le nom de "Spencer", il n'est pour le roi qu'un substitut pour le défunt Gaveston. Il est interprété par John Lynch dans l'adaptation cinématographique de 1991 de Derek Jarman. Hugues le Despenser est également un des personnages du roman La Louve de France, cinquième tome de la suite romanesque Les Rois maudits écrite par Maurice Druon. Hugues est joué par Gil Vidal dans l'adaptation télévisée de 1972 et par Andy Gillet dans celle de 2005.